# Gintaras Krapikas

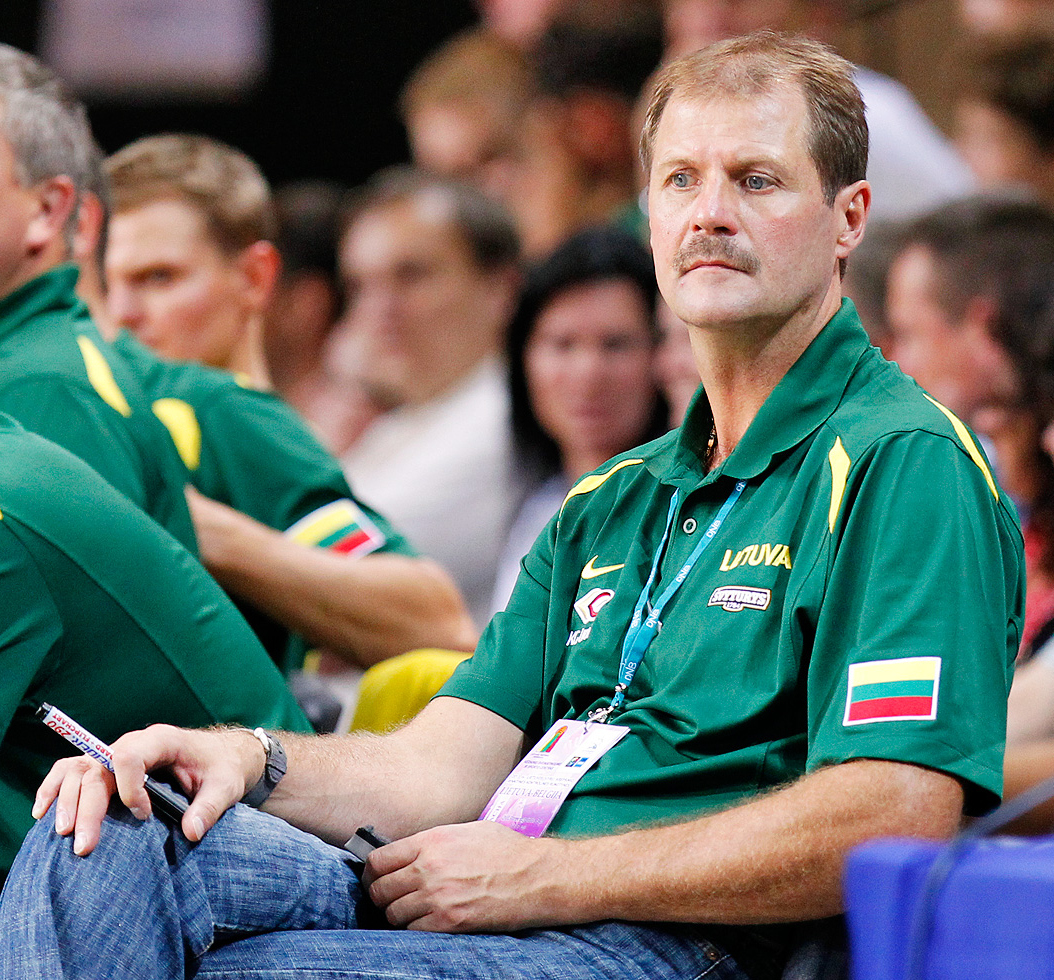

Gintaras Krapikas, född 6 juli 1961 i Kretinga, dåvarande Sovjetunionen, är en litauisk basketspelare som tog OS-brons 1992 i Barcelona. Detta var Litauens första medalj i rad i herrarnas turnering i basket vid olympiska sommarspelen. Även vid kommande olympiska spel (1996 och 2000) tog herrarna brons. Han har bland annat spelat för laget Žalgiris Kaunas.